# 廖承志

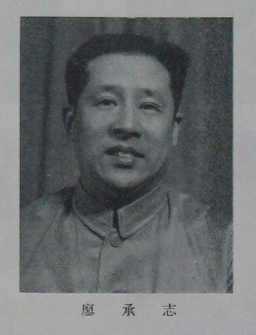
1953年，中国共産主義青年団第二次全国代表大会，前排为胡耀邦、朱德、廖承志

廖 承志（りょう しょうし、リャオ・チョンヂー、1908年9月25日 - 1983年6月10日）は、中華人民共和国の政治家。

## 人物
1949年の中華人民共和国の建国以降中国共産党の対外活動の責任者を務め、日本との関係では特に1962年に高碕達之助との間で取り交わした覚書に基づくLT貿易（廖承志と高碕達之助の頭文字をとってLT協定と呼ばれる）を開始した人物として知られる。中日友好協会では1963年の設立時から死去まで会長の任にあった。
廖は日本生まれの日本育ちで、江戸っ子なみのベランメエ調の日本語も話すことができるほどであり、1972年の日中国交正常化交渉では首脳の通訳として活動、中国共産党史上最高の知日家として中国外交陣における対日専門家育成の基礎を作った。

## 経歴
1908年、中国国民党の幹部であり孫文の盟友で片腕だったあった父の廖仲愷と、同じく中国国民党の幹部であり後に中国国民党革命委員会中央執行委常務委員となった母の何香凝の間に東京の大久保で生まれた。別名に母方の姓を用いた何柳華。

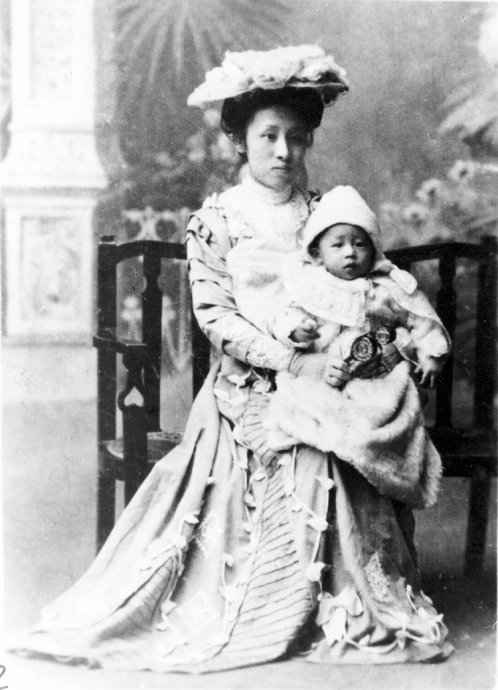
生後間もなく母と。1909年

乳母はお葉さんという日本女性であった。
五歳を超した頃には東京千駄ヶ谷で過ごし、紺の薩摩がすりの小さな羽織と着物に小さな下駄を履き、幼馴染の近所の人力車屋の娘の「お梅ちゃん」が親友であった。当時の承志にとってもっとも魅力的に映ったのは浅草と十二階建てのパノラマであった。
暁星小学校に入学し、少年時代を東京で過ごし、その後中国に戻った。
十一歳の時に帰国。
1919年に帰国し嶺南大学（現・中山大学）に入学。1925年に父が暗殺されると、再来日して早稲田大学附属第一高等学院で学んだ。1928年、済南事件をきっかけに帰国、中国共産党に入党。1928年から1932年の間に渡欧してヨーロッパの中国人船員のオルグ工作を担当した。1930年には、モスクワ中山大学に学ぶ。そこでのちに中華民国総統になる蔣経国と机をならべた。
1932年に帰国し中華全国総工会宣伝部部長に就任。一時逮捕されたり反革命の嫌疑で党籍を剥奪される時期もあったが、党の宣伝関係などの要職を歴任。1937年より香港において抗日戦争を戦う華僑の組織化の責任者となる。
1942年に国民党政府に逮捕され1946年まで入獄。1946年に米国の仲介で成立した国共両党間の捕虜交換により出獄し、1949年の中華人民共和国建国まで、新華社社長、党南方局委員、党宣伝部副部長などを歴任。建国後は政府の華僑事務委員会副主任、党中央統一戦線工作部主任など対外工作の要職に就いた。

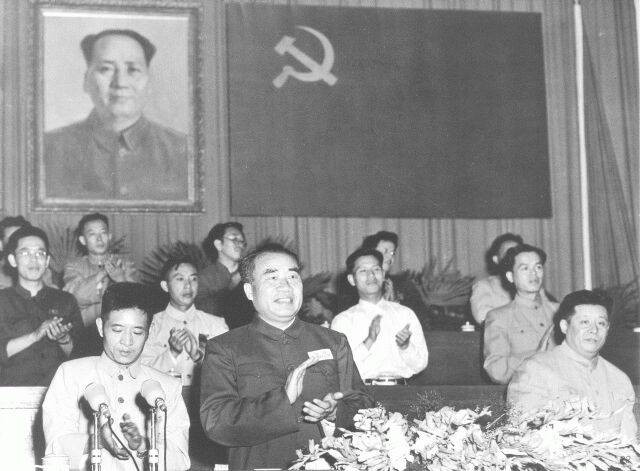
1953年，中国共産主義青年団第二次全国代表大会にて、前列左より胡耀邦、朱德、廖承志

1955年にバンドンのアジア・アフリカ会議に参加して1956年にアジア団結委員会副主席となり、1957年にはカイロのアジア・アフリカ人民連帯会議にも出席して1958年にはアジア・アフリカ団結委員会主席となった。日本と国交のなかった1950年代に訪日し、対日関係の窓口として活動を行った。
1952年12月にオーストリア・ウィーンで行われた「諸国平和会議」において西園寺公一と出会い、彼を中国共産党の対日工作の協力者、ブレーンとして引き込んだ。
1957年12月、郭沫若が日本学術会議の招きで来日した際に自民党の松村謙三と出会い、その縁を活かして中日友好協会会長として来日して赤坂の料亭で会談した。松村は同僚議員の高碕達之助を推薦し、「LT貿易」のきっかけとなる。
一方、極秘に自民党の有力議員木村武雄ともコンタクトをとり対日工作を推進した。
田中角栄に「中国で政権をとれ」とけしかけて田中派の立ち上げの立役者となったのはこの木村武雄である。

1955年10月の廖承志、毛沢東、周恩来と共に、北京・中南海で訪中団代表久原房之助と会見。

1962年11月9日、責任者の名前のイニシャル、廖（LIAO）の「L」と高碕（TAKASAKI）の「T」をとってLT貿易協定と言われる「中日長期総合貿易覚書」に調印し、友好商社による細々とした民間友好貿易から半官半民のLT貿易へと拡大、1964年4月20日には「中日両国の貿易事務所の設置と常駐記者の交換に関する覚書」（詳しくは日中記者交換協定を参照。）に調印し、後の国交正常化に至るまでの日中交流の道を開いた。
1963年には中日友好協会が設立されて会長に就任、その後一貫して対日交渉の最高責任者の地位にあった。文化大革命中に先頭にたって文革推進の立場から日本共産党攻撃を行い、北京駐在日本共産党員を「足蹴にしてしまえ」と叫んだという記録が残っている。しかし結局本人も「親日派」であると批判され一時失脚し、後に復活。1972年の日中国交正常化に際しては毛沢東や周恩来の通訳を務めるなどして尽力した。通訳にあたっては同席する他の中国人通訳のちょっとした訳の間違いなどが、日中間の漢字表現の違いから誤解を招かぬよう、そばでやさしく訂正したりもして進行を円滑にしていた。
1979年の中米国交回復後、1982年には台湾の当時の総統であった蔣経国に対し祖国統一を呼びかけた。党中央委員・第5期全人代常務委員会副委員長にも選ばれた。
なお、息子の廖暉（りょう き）も父の後を継いで1984年から1997年の間は華僑事務委員会主任、その後は香港・マカオ事務委員会主任を務めている。現在、第17期中国共産党中央委員（第12期以降、連続当選）も務める。